# 富山県教育文化会館
富山県教育文化会館（とやまけんきょういくぶんかかいかん）は、富山県富山市舟橋北町7-1番地に所在するホールおよび多目的文化施設である。設置者は富山県、指定管理者は公益財団法人富山県文化振興財団。

## 概要
- 鉄筋コンクリート（一部鉄骨）造地上5階建て[1]
- 敷地面積 - 3,242平方メートル[1]
- 建築面積 - 1,869平方メートル[1]
- 延床面積 - 5,945平方メートル[1]
- 駐車場 - 76台分を完備[1]。
- 着工 - 1972年12月[2]
- 竣工 - 1974年6月29日[1]
- 開館 - 1974年7月10日[1]。
- 総工費 - 6億8,000万円余り[2]。

教育棟と文化棟で構成されている。教育棟は教育センターをはじめ学校教育、社会教育関係諸団体の事務所を置き、各種の調査研究、諸団体の連絡調整が円滑に行われるよう教育体制の整備充実を狙いとしている。文化棟はホール、展示室の施設を備え、県民に芸術鑑賞や創作公演、生涯学習の場を提供し、広く情操の陶治と教養の向上に役立てるよう配慮されている。また、優良ホール100選に選ばれている。

### ホール
座席621席＋車椅子席4席、舞台は間口14メートル（7.78間）、高さ6.5メートル（21.45尺）、奥行10.72メートル（5.9間）。

### その他の主な施設
この節の内容については、富山県教育文化会館ウェブサイトを参照した。
- 集会室
- 小会議室
- 大会議室
- 画廊喫茶ルーエ（喫茶店）